# Green Lake (Wisconsin)
Green Lake – miasto w stanie Wisconsin, w hrabstwie Green Lake.